# Бйорнландет
63°58′27″ пн. ш. 18°00′54″ сх. д. / 63.974039971211° пн. ш. 18.014871250305° сх. д.
Бйорнландет (швед. Björnlandet) — національний парк у Швеції на півдні Лапландії, в комуні Оселе лена Вестерботтен. 
Більшість парку займає гірський ландшафт, вкритий хвойним лісом.

## Клімат
Клімат характеризується холодною зимою і відносно теплим літом. 
Оскільки Скандинавські гори створюють дощову тінь, то на території парку кількість опадів досить невисока.

## Флора
Лісовий пейзаж характеризуються в основному соснами та заболоченими ялиновими лісами. 
Підлісок складається з низькорослих чагарників (чорниця, лохина, брусниця). 
Сосна звичайна домінує у лісах парку. 
Через те, що в парку давно не було пожеж, ялина європейська почала витісняти сосну з низин, долин струмків та з північних схилів. 
Сосна завдяки своїй товстій корі краще пручається вогню. 
Так у парку можна зустріти обвуглені пні та сосни зі слідами пожежі на стволі.
У деяких місцях парку зустрічаються ділянки листяного лісу з березою повислою, березою пухнастою та сірою вільхою.
Особливої уваги заслуговують ялинові болотисті ліси, де виростають вологолюбні рослини, Maiánthemum, одинарник лісовий, папороті, хвощі, мохи, Coptidium lapponicum, який близький до вимирання через осушення боліт у Скандинавії. 
Стовбури дерев покривають різні лишайники, наприклад, уснея або Alectoria nigricans.
Трав'яний покрив берегів річок і струмків переважно схожий з рослинністю боліт. 
Тут можна також зустріти молоч альпійський, журавець лісовий, гадючник болотяний.

## Фауна
Бурий ведмідь не є постійним мешканцем парку Бйорнландет. 
Так само як і рись він рідко з'являється на цій території. 
У парку велика популяція бобра, що селиться по річках та струмках національного парку. 
Такі поширені види мешканців бореальних лісів, як лось, білка, заєць-біляк та лісова куниця рідко спостерігаються у національному парку.
Серед співочих птахів найпоширеніші в лісах парку в'юрок, зяблик, вівчарик весняний та щеврик лісовий. 
Серед решти птахів варто відзначити: дятел звичайний, дятел трипалий, жовна чорна, орябок, шишкар ялиновий, кукша тайгова, беркут і зимняк.